# 陳魯
陈鲁（1812年—？），字号不详，安徽歙县人，寄籍江蘇江寧府上元縣。乡举县学附生，道光十五年（1835年）江南乡试中举，道光庚子（1840年）进士，初選內閣中書，後改刑部郎中，咸豐三年（1853年）因劉秋貴死獄一案革職。同治二年出任衢州知府。同治六年十一月任鄉寧縣知縣期間因遇捻軍棄城逃亡革職，後戴罪立功率領團練奪回城池，免除懲罰。同治八年（1869年）出任杭州知府，因辦理漕糧海運有功升銜。同治十三年（1874年）再度出任杭州知府，因杨乃武案革职。死后，妻子高淳孔氏成为烈女。